# Casa Martí
Pour les articles homonymes, voir Martí.
La casa Martí (en français : maison Martí) est un édifice moderniste situé dans la rue Montsió, dans le Quartier gothique de la vieille ville de Barcelone.
Œuvre en 1896 de l'architecte catalan Josep Puig i Cadafalch, elle accueille au rez-de-chaussée le célèbre cabaret Els Quatre Gats, fondé par Pere Romeu et fréquenté par Pablo Picasso, entre 1897 et 1903.